# 横内龍三
横内 龍三（よこうち りゅうぞう、1944年（昭和19年）7月7日 - ）は、日本の実業家、銀行家、弁護士。日本銀行人事局長、北洋銀行・札幌北洋ホールディングス代表取締役社長、第二地方銀行協会会長などを務めた。第一東京弁護士会所属。

## 来歴・人物
長野県出身。長野県松本深志高等学校、京都大学法学部卒業後、日本銀行入行。大分支店長、電算情報局長や人事局長を務める。
2000年第一東京弁護士会に弁護士登録し、田辺総合法律事務所入所。
2003年札幌北洋ホールディングスの監査役に就任し、翌年にはその子銀行であった北洋銀行の執行役員副頭取に就任する。2005年札幌北洋ホールディングスの代表取締役副社長と北洋銀行代表取締役副頭取を経て、2006年札幌北洋ホールディングスの社長および北洋銀行頭取に就任。
2007年第二地方銀行協会会長に就任、2009年5月まで務めたほか、2010年から2012年まで松本観光大使を務めた。2012年に札幌北洋ホールディングス社長と北洋銀行頭取の座を石井純二に譲って両社の代表取締役会長に就任した。なお、同年10月には札幌北洋ホールディングスは北洋銀行に吸収合併となる。2013年11月財務省北海道財務局国有財産北海道地方審議会会長。2018年3月に代表取締役会長を退任した。

## 参考資料
- “第161期有価証券報告書” (PDF).   北洋銀行 (2017年6月27日). 2019年5月25日閲覧。

| ビジネス      | ビジネス                                                       | ビジネス      |
| ------------- | -------------------------------------------------------------- | ------------- |
| 先代 高向巖   | 北洋銀行頭取 2006年 - 2012年                                   | 次代 石井純二 |
| 先代 吉野次郎 | 北海道経済同友会代表幹事 2012年 - 2017年                       | 次代 石井純二 |
| その他の役職  |                                                                |               |
| 先代 鏡味徳房 | 第二地方銀行協会会長 2007年 - 2009年                           | 次代 小島信夫 |
| 公職          |                                                                |               |
| 先代 堰八義博 | 財務省北海道財務局国有財産北海道地方審議会会長 2013年 - 2016年 | 次代 佐藤佳孝 |